# Wu Zuoren
Dans ce nom, le nom de famille, Wu, précède le nom personnel.
Wu Zuoren (en chinois : 吴作人 ; pinyin : Wú Zuòrén ; Wade : Wu Tso-jen), né le 3 novembre 1908 à Suzhou et mort le 9 avril 1997 à Pékin, est un peintre chinois. Il a pratiqué la peinture traditionnelle à l'encre de Chine et à la peinture à l'huile.